# Psofoda crestat occidental
El psofoda crestat occidental (Psophodes occidentalis) és una espècie d'ocell de la família dels psofòdids (Psophodidae).

## Hàbitat i distribució
habita la mulga, garrigues i sabanes de l'àrid oest i centre d'Austràlia des del sud i centre d'Austràlia Occidental cap a l'est, a través del sud del Territori del Nord i nord-oest d'Austràlia Meridional fins l'extrem occidental de Queensland.